# Moriz Heider

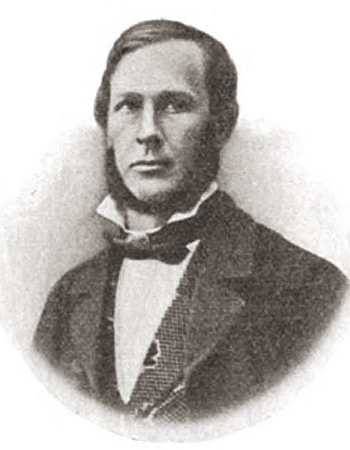
Moritz Heider

Moriz Heider (* 21. Juni 1816 in Wien; † 29. Juli 1866 ebenda) war ein österreichischer Zahnarzt und Standespolitiker.

## Lebenswerk
Moriz Heider war Schüler von Georg Carabelli, dessen Ordination er übernahm. Weil das Ansehen der Zahnärzte zu Beginn des 19. Jahrhunderts ausgesprochen miserabel war, setzte er sich zum Ziel, die Zahnheilkunde als medizinisches Spezialfach zu begründen und damit den minder geachteten Stand der Zahnärzte aufzuwerten. So gründete er im Jahre 1861 den Verein Österreichischer Zahnärzte (heute: Österreichische Gesellschaft für Zahn-, Mund- und Kieferheilkunde (ÖGZMK)). Dieser Verein trieb die Gründung einer Ausbildungsstätte für Zahnärzte voran. Zudem war Heider der erste Präsident des „Central-Vereins deutscher Zahnärzte“ (CVdZ, heute: DGZMK); er hatte dieses Amt von 1859 bis zu seinem Tod im Jahr 1866 inne.
Moriz Heider arbeitete allerdings nicht nur standespolitisch, sondern war in vielerlei Hinsicht ein Pionier der Zahnbehandlung. So wendete er als erster im deutschen Sprachraum Goldhämmerfüllungen an.
Heider führte eine Neuerung in die Zahnheilkunde ein, die später die gesamte Chirurgie verwendete: die Galvanokaustik. In einem Gespräch mit dem Münchner Physiker Carl August von Steinheil kam er auf die Idee, das Glüheisen, das zur Zerstörung des Zahnnervs verwendet wurde, durch einen durch elektrischen Strom glühenden Platindraht zu ersetzen. In seiner 1846 erschienenen Publikation merkte er bereits an, dass die Methode auch in der Chirurgie anwendbar sein dürfte. Heider kann daher mit Recht als der Erfinder der Galvanokaustik bezeichnet werden.
Sein Freund Adolph Zsigmondy (1816–1880) und dessen Sohn, Otto Zsigmondy (1860–1917), setzten nach Heiders Tod seine Pionierarbeit auf dem Gebiet der wissenschaftlichen Zahnheilkunde fort.

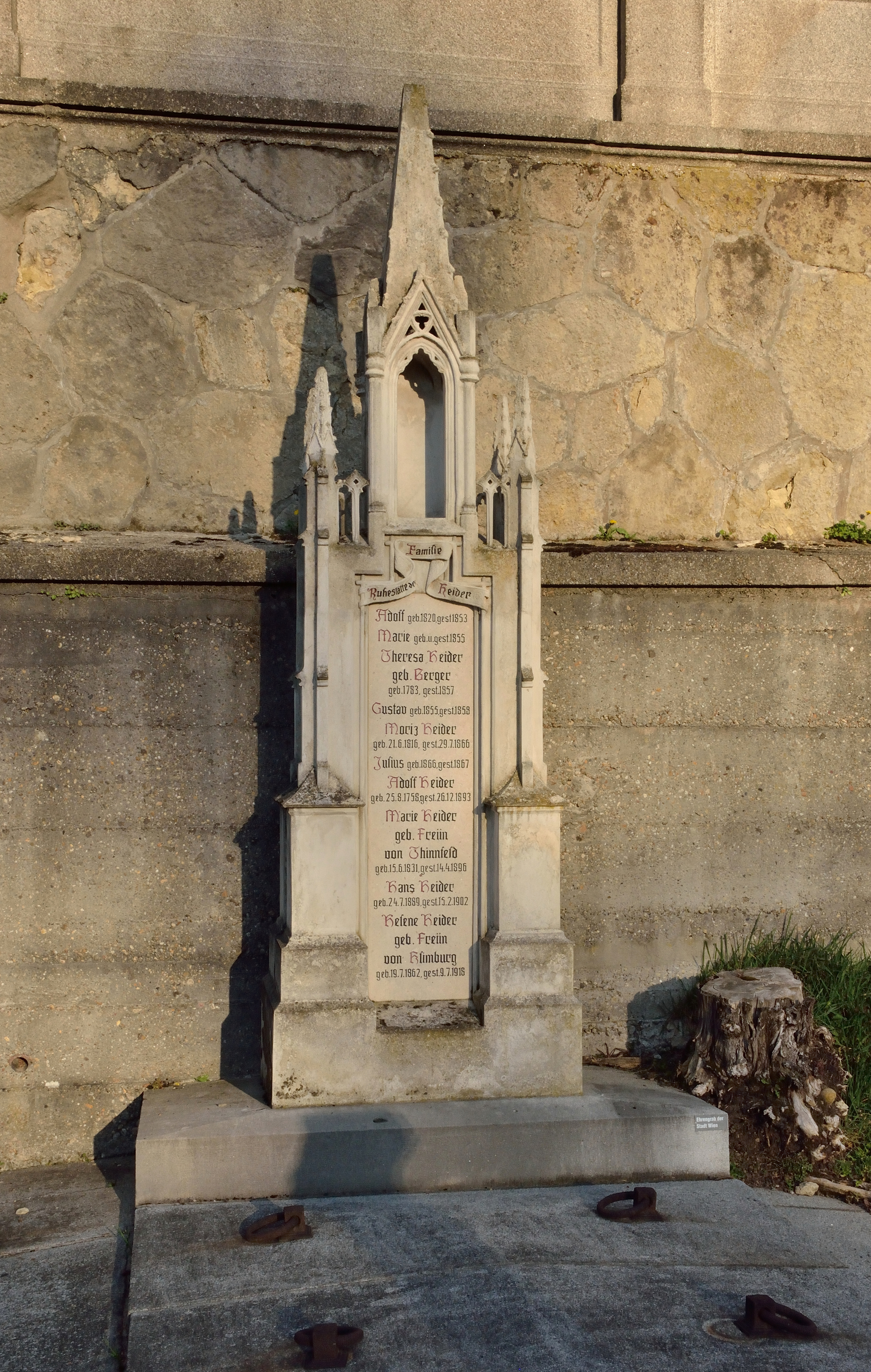
Grabmal auf dem Hietzinger Friedhof

Moriz Heider wurde in Wien auf dem Hietzinger Friedhof in einem ehrenhalber gewidmeten Grab (Gruppe 6, Nummer 29) bestattet.

## Trivia
Als Heider von seinem Vorgänger Georg Carabelli (1787–1842) animiert wurde, sich mit der Zahnmedizin zu beschäftigen, soll er ihm geantwortet haben: „Ein honetter Mensch, der etwas gelernt hat, kann kein Zahnarzt werden.“